# کامل چرگی
کامل چرگی (انگلیسی: Kamel Chergui؛ زادهٔ ۱۶ آوریل ۱۹۹۳) بازیکن فوتبال اهل فرانسه است.